# Frostfeber
Frostfeber är en amerikansk animerad film från Disney i regi av Chris Buck och Jennifer Lee. Filmen är en uppföljare i form av en kortfilm till Frost. Kortfilmen visades som en förhandsfilm till Berättelsen om Askungen (Cinderella) samt bonusmaterial i Frost: Sing Along-utgåva.

## Handling
Elsa planerar födelsedagsfest för Anna med hjälp av Kristoffer, Sven och Olof.

## Frost filmer
- Frost (2013)
- Frostfeber (2015)
- Frost: Norrskenets Magi (2016)
- Olofs frostiga äventyr (2017)
- Frost 2 (2019)
- Once Upon A Snowman  (2020)